# Esporte Clube Corintians (Casa Branca)
O Esporte Clube Corintians é um clube brasileiro de futebol da cidade de Casa Branca.
A equipe foi fundada em 7 de março de 1958 e disputou cinco edições do campeonato paulista da terceira divisão (atual A3), em 1980, 1981, 1982, 1983 e 1984; e disputou duas edições do campeonato paulista da quinta divisão, em 1978 e 1979.
Seu maior rival é o Palmeirinha, de Porto Ferreira.
Atualmente o clube participa apenas de competições de futebol amadoras.

## Participações em estaduais
- Série A3: 1980 - 1981 - 1982 - 1983 e 1984
- Série B2: 1978 e 1979